# Gurpitschegg
Gurpitschegg är ett berg i Österrike.   Det ligger i distriktet Tamsweg och förbundslandet Salzburg, i den centrala delen av landet, 240 km sydväst om huvudstaden Wien. Toppen på Gurpitschegg är 2 101 meter över havet.
Terrängen runt Gurpitschegg är bergig åt sydost, men åt nordväst är den kuperad. Runt Gurpitschegg är det glesbefolkat, med 20 invånare per kvadratkilometer.. Närmaste större samhälle är Tamsweg, 18,7 km sydost om Gurpitschegg. 
I omgivningarna runt Gurpitschegg växer i huvudsak blandskog.